# Station Aeri de Montserrat
Aeri de Montserrat, voorheen Montserrat-Aeri, is een treinstation op de voorstadslijn R5 van de FGC-lijn Llobregat-Anoia. Het station ligt in de gemeenten Monistrol de Montserrat en Esparreguera, opende in 1930 en bedient de gelijknamige kabelbaan naar het Klooster van Montserrat op de berg Montserrat. Het station en de kabelbaan vormen een van de toegangswegen naar de berg; de andere toegangsweg loopt via het station Monistrol de Montserrat en de tandradspoorweg Cremallera de Montserrat, die opende in 1892, sloot in 1957 en heropende in 2003.

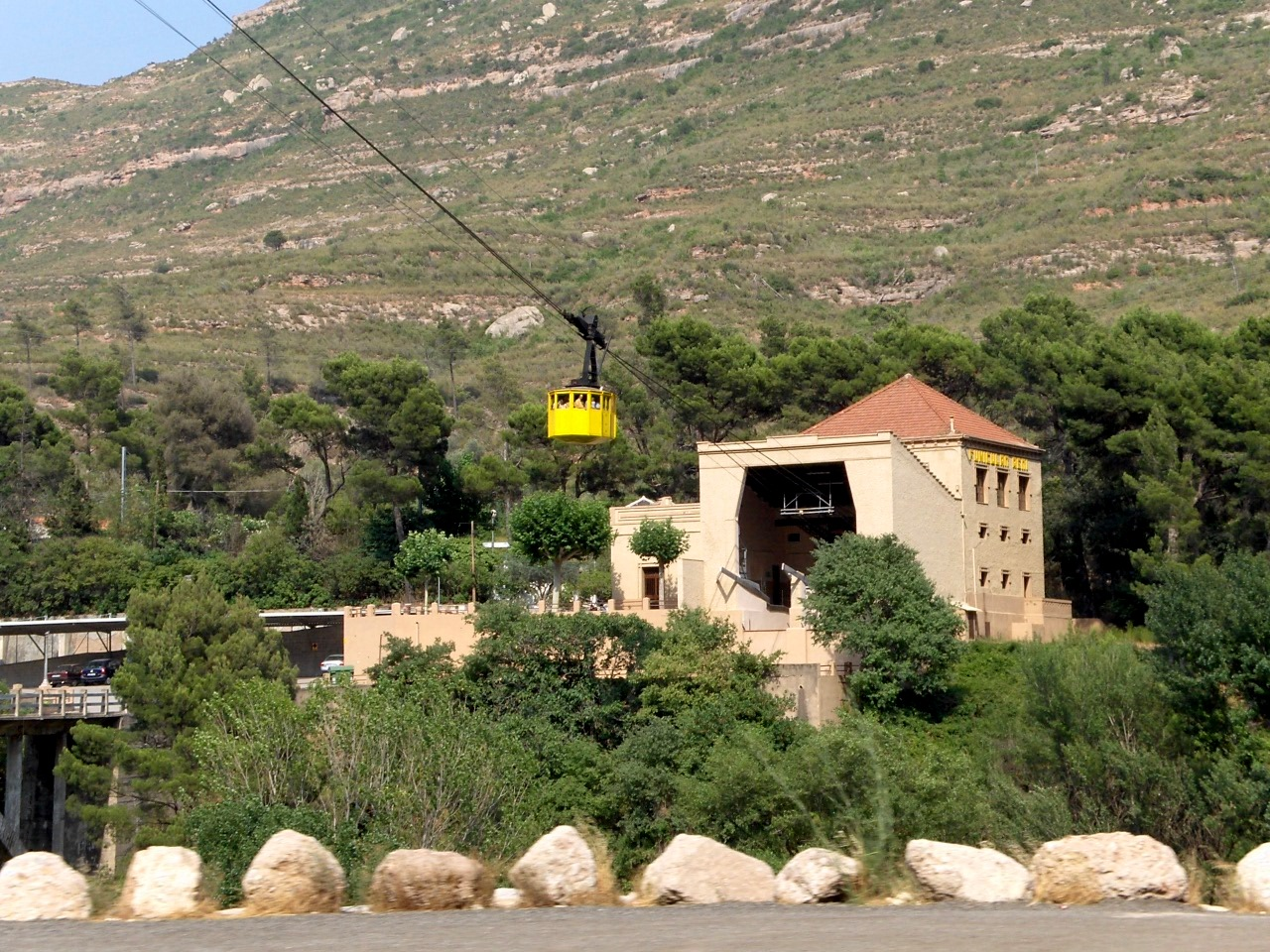
Kabelbaan van Montserrat met daarachter het treinstation.
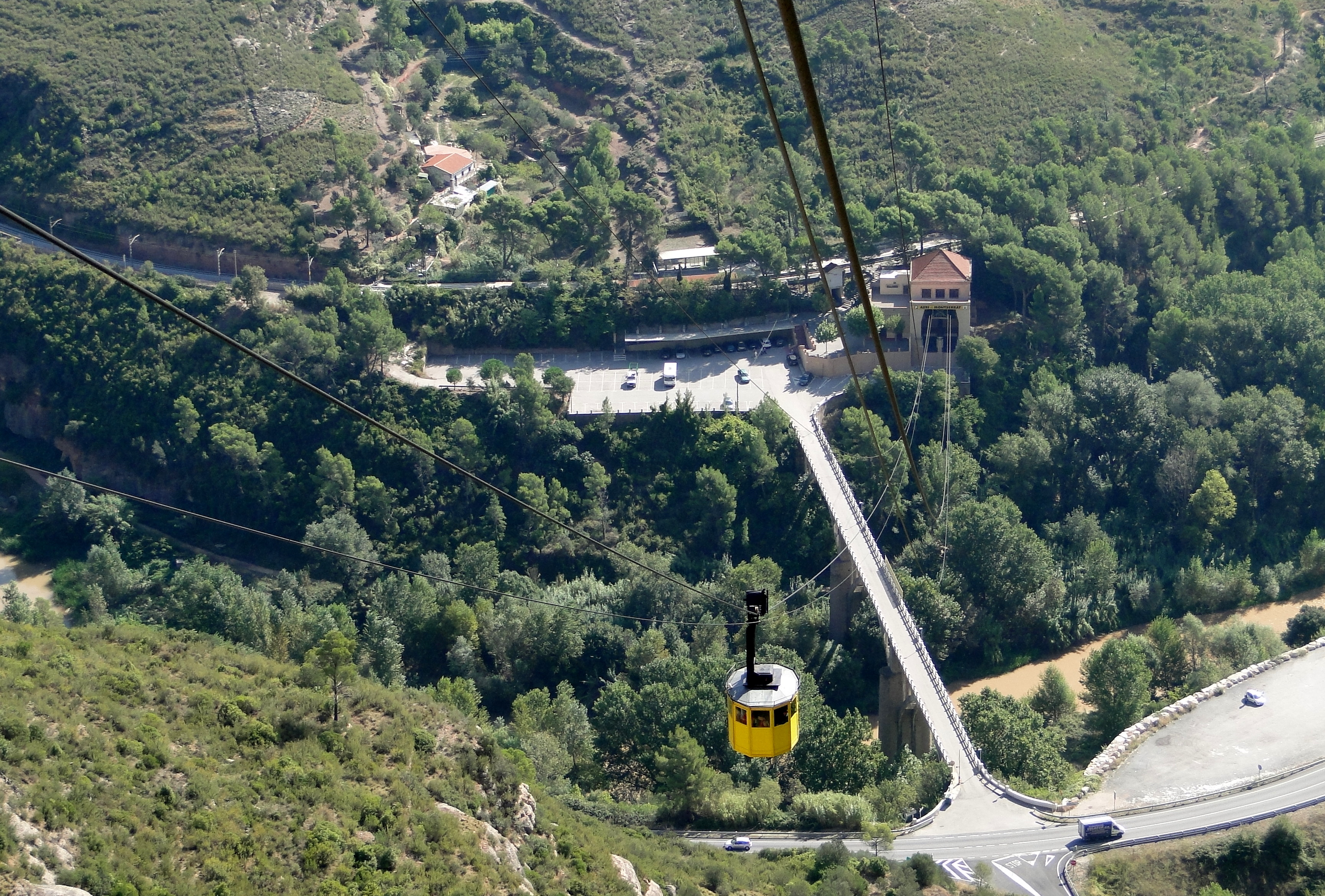
Zicht op de site vanaf de kabelbaan. Onderaan in beeld de rivier Llobregat en de weg C-55.